# Golfo de Dávao
El golfo de Dávao (del inglés: Davao Gulf) es un golfo del mar de Filipinas que se adentra en la costa suroccidental de la isla de Mindanao, en el archipiélago de las islas Filipinas. Tiene una superficie de 3.080 km² y lleva su nombre por el principal de sus puertos, Dávao.
Las costas del golfo pertenecen a las cuatro provincias de la región de Dávao: Valle de Compostela, Dávao del Norte, Dávao del Sur y Dávao Oriental La isla más grande en el golfo es la isla de Samal. La ciudad de Dávao, localizada en la costa occidental del golfo, es el mayor puerto y el más activo en el golfo. Con el enfoque de la ciudad de Dávao hacia las tecnología de la información y los servicios informatizados (IT-Enabled Services,  ITES), la ciudad y la zona del golfo también se han ganado el apodo del «golfo del silicio» (Silicon Gulf).
Los bagobo están viviendo en la región del golfo.
En el golfo de Dávao se encuentran las siguientes grandes ciudades:
- Dávao, con 1.449.296 hab.
- Digos, con 159.569 hab.
- Sámal, con 90.291 hab.
- Panabo, con 164.035 hab.
- Tagum, con 242.801 hab